# 岩崎正洋
岩崎 正洋（いわさき まさひろ、1965年 - ）は、日本の政治学者。日本大学法学部教授。
静岡県清水市（現静岡市清水区）生まれ。東海大学第一高等学校、東海大学政治経済学部卒業。同大学大学院政治学研究科修了。博士（政治学）。東海大学政治経済学部助手、杏林大学総合政策学部助教授を経て、2006年4月、日本大学法学部助教授。同准教授を経て、教授。日本比較政治学会理事。2013年9月から2014年8月までビジティングフェローでサセックス大学。日本公共政策学会理事。

## 著書

### 単著
- 『政党システムの理論』（東海大学出版会, 1999年）
- 『議会制民主主義の行方』（一藝社, 2002年）
- 『電子投票』（日本経済評論社, 2004年）
- 『政治発展と民主化の比較政治学』（東海大学出版会, 2006年）
- 『eデモクラシーと電子投票』（日本経済評論社, 2009年）
- 『比較政治学入門』(勁草書房,2015年）
- 『政党システム』（日本経済評論社, 2020年）

### 編著
- 『サイバーポリティクス――IT社会の政治学』（一藝社, 2001年）
- 『かわりゆく国家』（一藝社, 2002年）
- 『eデモクラシーと行政・議会・NPO』（一藝社, 2004年）
- 『ガバナンスの課題』（東海大学出版会, 2005年）
- 『eデモクラシー』（日本経済評論社, 2005年）
- 『政党システムの理論と実際』（おうふう, 2011年）
- 『ガバナンス論の現在』（勁草書房, 2011年）
- 『政策過程の理論分析』（三和書籍,2012年）
- 『選挙と民主主義』（吉田書店,2013年）

### 共編著
- （青木一能・野口忠彦）『比較政治学の視座』（新評論, 1998年）
- （工藤裕子・佐川泰弘・B・サンジャック, J・ラポンス）『民主主義の国際比較』（一藝社, 2000年）
- （植村秀樹・宮脇昇）『グローバリゼーションの現在』（一藝社, 2000年）
- （河野勝）『アクセス比較政治学』（日本経済評論社, 2002年）
- （佐川泰弘・田中信弘）『政策とガバナンス』（東海大学出版会, 2003年）
- （佐川泰弘）『ファーストステップ日本の政治』（一藝社, 2003年）
- （岸川毅）『アクセス地域研究(1)民主化の多様な姿』（日本経済評論社, 2004年）
- （小川有美）『アクセス地域研究(2)先進デモクラシーの再構築』（日本経済評論社, 2004年）
- （河野武司）『利益誘導政治――国際比較とメカニズム』（芦書房, 2004年）
- （河井孝仁・田中幹也）『コミュニティ』（日本経済評論社, 2005年）
- （田中信弘）『公私領域のガバナンス』（東海大学出版会, 2006年）
- （坪内淳）『政治のレシピ――「旬の素材」で読むニッポン事情』（メタブレーン, 2006年）
- （坪内淳）『政治学の現在シリーズ (1)国家の現在』（芦書房, 2007年）
- （西岡晋・山本達也）『政治の見方』（八千代出版,2010年）
- （秋山和宏）『国家をめぐるガバナンス論の現在』(勁草書房,2012年)
- （岩井 奉信)『日本政治とカウンター・デモクラシー』(勁草書房,2017年)

### 訳書
- H・E・アレキサンダー, 白鳥令編『民主主義のコスト――政治資金の国際比較』（新評論, 1995年）